# Tatort: Stuttgarter Blüten
Stuttgarter Blüten ist die 28. Folge der ARD-Krimireihe Tatort. Die Erstausstrahlung der vom Süddeutschen Rundfunk produzierten Folge erfolgte am 1. April 1973 im Ersten und konnte Zuschauer in einem Marktanteil von 71 % binden. Für Kriminalhauptkommissar Eugen Lutz (Werner Schumacher) ist es sein dritter Fall. Es geht um die Verbreitung von Falschgeld und zwei Tote im Zusammenhang mit diesem Fall.

## Handlung
Der alte Grafiker Eckstein fälscht in seiner Werkstatt 100-DM-Scheine.
Im Fernsehen wird vom Auftauchen falscher 100-DM-Scheine in Karlsruhe, Mannheim und Heidelberg berichtet. Kommissar Lutz, vom Falschgelddezernat des LKA, berichtet dazu, dass bereits zwölf Blüten sichergestellt wurden. Diese lassen sich von echten Banknoten nur durch den fehlenden Sicherheitsstreifen unterscheiden.
Hoyer fährt seine Freundin zur Arbeit. Daraufhin holt er bei Hepp in dessen Zeitungsdruckerei, in der auch Eckstein in untergeordneter Position arbeitet, Druckplatten für 100-DM-Scheine ab. Auf der Fahrt von dort verunglückt er mit seinem Auto und wird ins Krankenhaus eingeliefert. Die Polizei durchsucht das Unfallfahrzeug und findet in Hoyers Koffer die zwölf Druckplatten (Klischees) für 100-DM-Scheine. Unterdessen werden zwei Männer telefonisch benachrichtigt. Einer der beiden, Wildner, verspricht, sich erst um den Wagen und dann um die Wohnung zu kümmern. Wildner bricht in Hoyers Wohnung ein, durchsucht sie und nimmt etwas Geld – einige Hunderter – und Papiere mit. Der andere der beiden Männer gibt sich im Krankenhaus als Hoyers Bruder aus und versucht, seinen Aufenthaltsort herauszufinden.
Die Polizei bringt die gefundenen 100-DM-Druckplatten mit der bereits bekannten Falschgeldserie A21 in Verbindung. Zur selben Zeit wird der Unfallwagen, noch bevor er von der Polizei ein zweites Mal inspiziert werden kann, durch Brandstiftung zerstört. Gutachter Lauresch vom BKA kann ermitteln, dass die Druckplatten fehlerhaft waren und offensichtlich korrigiert worden waren. Hierin vermutet er auch den Grund für den Transport der Druckplatten vom Chemigrafen zur Druckerei. Lutz weiß damit, dass die Druckerei der Serie A21 eine andere als die Druckerei Hepp sein muss.
Kommissar Brauchle erwähnt in diesem Zusammenhang eine andere Serie, die „Stuttgarter Blüten“. Diese 100-DM-Fälschungen sind nicht gedruckt, sondern gemalt (!) und haben absichtliche Fehler, wie „Deutscher Fußballbund“ oder „Deutsche Bundesbahn“ statt „Deutsche Bundesbank“, „Hundert falsche Mark“ statt „Hundert deutsche Mark“, oder „Wer Branntwein nachmacht“ statt „Wer Banknoten nachmacht“. Von dieser Serie tauchten nie mehr als zwei Hunderter im Monat auf, das aber über 8 Jahre.
Der vorgebliche Bruder Hoyers und Wildner tauchen im Krankenhaus auf und wollen zu Hoyer. Die Polizei findet jedoch heraus, dass er keinen Bruder hat. Lutz gibt daraufhin die Anweisung, Hoyer im Krankenhaus bewachen zu lassen. Die beiden Männer aus dem Krankenhaus tauchen kurz danach bei Hepp in dessen Druckerei auf, schlagen ihn zusammen, verschleppen ihn und geben seine Schlüssel ihrem Chef. Als Eckstein am nächsten Morgen zur Arbeit kommt, sieht er den Vandalismus, den die beiden Männer in der Druckerei verübt haben, und alarmiert die Polizei. Die findet am Tatort Blutspuren. Lutz vermutet einen Zusammenhang zwischen der Verschleppung und dem Geldfälscherfall. Er verhört die Angestellten der Druckerei, unter anderem Eckstein. So erfährt er, dass in dieser Druckerei nur Hepp und Eckstein das Know-how haben, Klischees herzustellen. Lutz vernimmt anschließend Hoyers Verlobte Gaby. Diese sagt aus, keine Ahnung zu haben, was er beruflich macht. Währenddessen schafft der alte Eckstein Beweismittel beiseite. Lutz geht davon aus, dass Hoyer mit den Druckplatten zu einer Druckerei in Bergheim wollte. Glöckle überprüft die beiden Druckereien in diesem Stadtteil, findet aber beide unverdächtig.
In Bayern wird unterdessen eine unbekannte männliche Leiche gefunden, vermutlich erdrosselt. Die Leiche wird als der Druckereibesitzer Hepp identifiziert. Ein Zeuge sagt aus, am Fundort von Hepps Leiche in der fraglichen Nacht ein Taxi aus Stuttgart gesehen zu haben. Der Münchner Kommissar Veigl entdeckt, dass dieser auf einer Fahndungsliste steht, und informiert Lutz. Bei der Überprüfung der Stuttgarter Taxifahrer greift einer von ihnen, Wildner, zur Schusswaffe und wird festgenommen. Der alte Eckstein spricht einen Jungen an, der ihm einen gefälschten 100-DM-Schein in einer Bank in kleine Scheine wechseln soll. Der Mann am Bankschalter erkennt die Fälschung, aber Eckstein ist bereits geflohen, als der Bankangestellte vor der Bank nachsieht.
In der Zwischenzeit ist Hoyer im Krankenhaus verstorben.
Lutz und Brauchle sind sich sicher, dass der alte Mann ganz bewusst den Jungen in eine Bank geschickt hat, damit man die Blüte, die auch nur eine sechs- anstatt einer siebenstelligen Seriennummer hat, als solche identifiziert. Lutz testet, ob es sich bei der falschen Seriennummer um eine Telefonnummer handeln könnte. Und tatsächlich ist dies die Telefonnummer der Gefängnisdruckerei in Bergheim. Der Justizvollzugsbeamte Jauch, der der Aufseher dieser Gefängnisdruckerei ist, wird beim Versuch, mehrere Bündel gefälschte 100-DM-Scheine an den vorgeblichen Bruder Hoyers zu übergeben, festgenommen.
Lutz weiß, dass der alte Eckstein die „Stuttgarter Blüten“ hergestellt hat, darunter auch die letzte mit der sechsstelligen Seriennummer, mit der er als Informant die Polizei auf die richtige Spur für den Fall der A21-Serie gebracht hat. Lutz deutet an, dass er nicht vorhat, Eckstein einer Bestrafung zuzuführen.

## Hintergrund

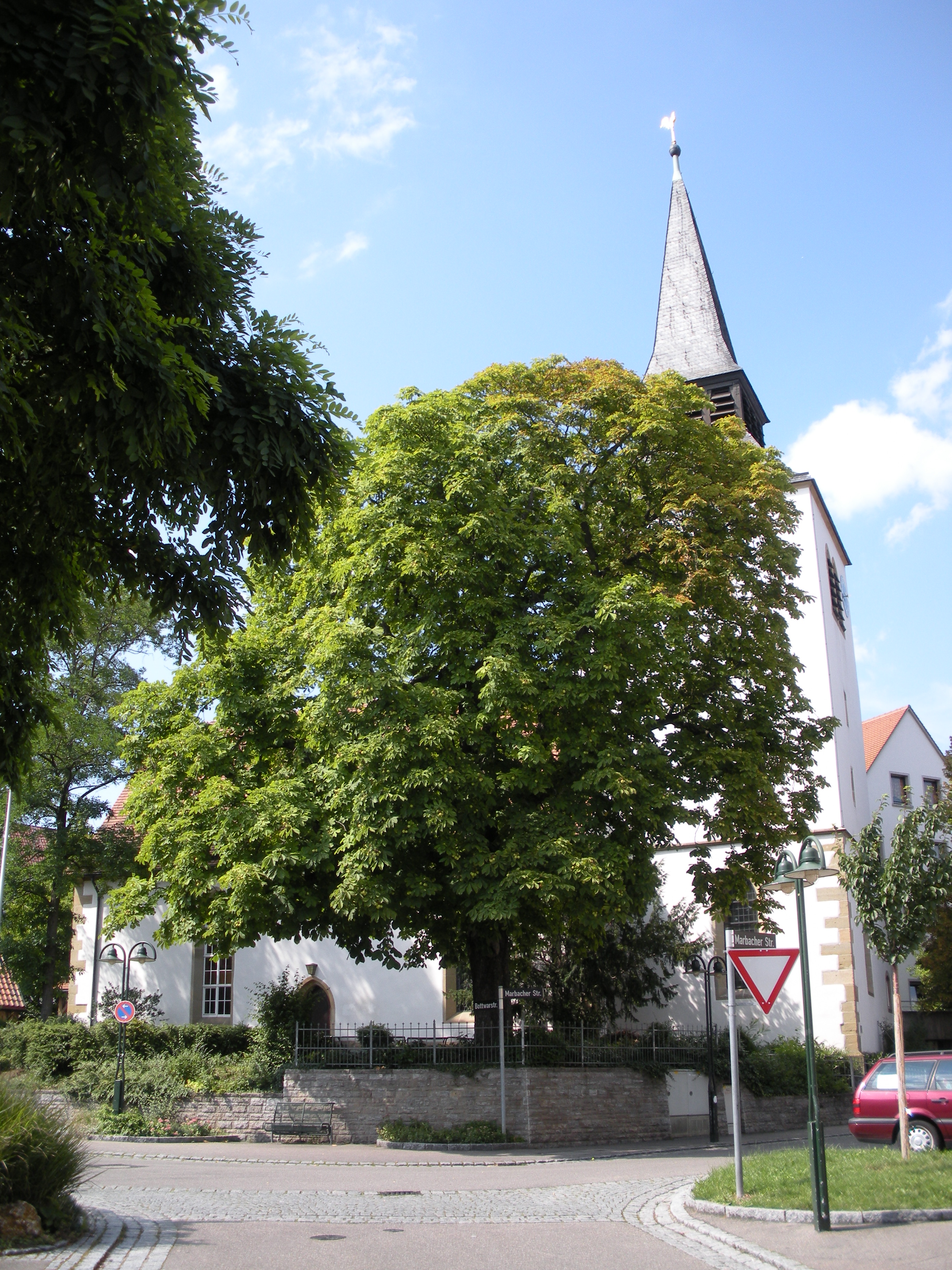
Vor der Johanneskirche in Zuffenhausen stand im Film der Kiosk an der Unfallstelle

Der Falschgeldmaler Eckstein hatte sein Vorbild bei dem Münchner Grafiker Günter Hopfinger, der kurz vorher als „Blüten-Rembrandt“ enttarnt worden war. Die Unfallszenen wurden in Stuttgart-Zuffenhausen an der Kreuzung Bottwarstraße – Marbacher Straße – Zehnthof gedreht, dem Standort der Johanneskirche. Der im Film „Bergheim“ genannte Stadtteil nördlich von Zuffenhausen ist auf dem als Requisite verwendeten Stadtplan an der Stelle des realen Stadtteils Stammheim zu sehen, in dem sich die Justizvollzugsanstalt Stuttgart befindet.
Stuttgarter Blüten ist der erste Tatort-Fall, der in Stuttgart spielt. Dietz-Werner Steck, der zwanzig Jahre später den Stuttgarter Tatort-Kommissar Ernst Bienzle spielt, ist als Streifenpolizist zu sehen. Der schwäbische Volksschauspieler und Komödiant Willy Reichert, der Ende 1973 im Alter von 77 Jahren verstarb, hatte in diesem Film seine letzte Fernsehrolle.